# 大花樫木
大花樫木（学名：Dysoxylum leytense）为楝科樫木属下的一个种。

## 扩展阅读
- 維基物種上的相關：大花樫木